# (Echte) sagopalm
De (echte) sagopalm (Metroxylon sagu) is een tot 20 m hoge, rechtopstaande palm met een tot 60 cm dikke stam.
De palm heeft geveerde, tot 7 m lange bladeren, die meestal stijf staan opgericht. De onderste deelblaadjes zijn meer van elkaar verwijderd en wijd afstaand, de bovenste deelblaadjes staan dichter opeen en wijzen meer naar voren. De tweeslachtige bloemen zijn tot 1 cm lang en zitten talrijk bijeen aan zijtakken van de derde orde in grote, regelmatig vertakte pluimen in de top van de palm. De vruchten zijn rond tot eivormig, tot 4,5 cm lang, dicht bedekt met geelbruine schubben en bevatten gewoonlijk één zaad. Na het rijpen van de vruchten, op een leeftijd van tien tot twintig jaar sterft de stam van de plant af, maar de plant overleeft door de vorming van nieuwe scheuten bij de voet.
De plant kan het gemakkelijkst vermeerderd worden door de nieuwe scheuten bij de voet weg te nemen en apart uit te planten. Zaden ontkiemen niet of zeer langzaam, na langer dan zes maanden.
De sagopalm is een snelgroeiende palm, die veel zetmeel in zijn stam opslaat. Na ongeveer tien tot twintig jaar, vlak voordat de palm begint te bloeien, worden de stammen van de sagopalm geoogst, en wordt het merg uit de stam fijngestampt of gemalen. Met water wordt vervolgens het zetmeel uit het fijngemaakte merg gewassen. Op de eilanden in het westelijke gedeelte van de Grote Oceaan vormt sago basisvoedsel. De bladeren van de sagopalm worden gebruikt als dakbedekking. Ze blijven wel zeven jaar goed, waarmee ze duurzamer zijn dan vele andere plantaardige dakbedekkingsmaterialen. De gedroogde bladstelen (gaba-gaba in het Indonesisch) worden gebruikt voor het maken van wanden en plafonds, en, omdat ze zeer licht van gewicht zijn, ook voor het bouwen van vlotten.
De sagopalm komt vooral voor op moerassige plaatsen in het laagland in Zuidoost-Azië en Oceanië. De plant komt waarschijnlijk van oorsprong voor op de Molukken en in Nieuw-Guinea. Er zijn nog vier soorten in het geslacht Metroxylon. Deze worden voor hetzelfde doel gebruikt, maar zijn minder wijd verspreid. Ook andere plantensoorten worden als sagopalm aangeduid, waarbij vaak het niet om palmen gaat maar om bepaalde soorten palmvarens die ook een soort sago leveren.

## Afbeeldingen

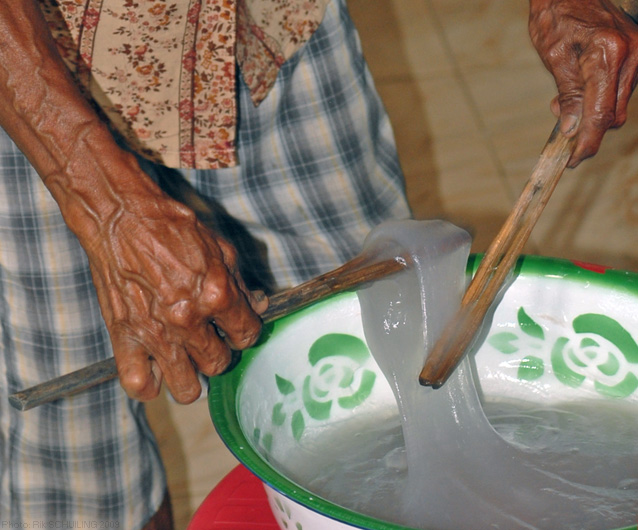
Met een speciale houten vork ('gata-gata') wordt een portie losgemaakt uit de kom met papeda, een lijmachtig gerecht dat als hoofdvoedsel dient in de Molukken, West-Papoea en Papoea (Indonesië) en dat gemaakt wordt van puur sagopalmzetmeel (Hatusua, West Ceram, Indonesië 2009)
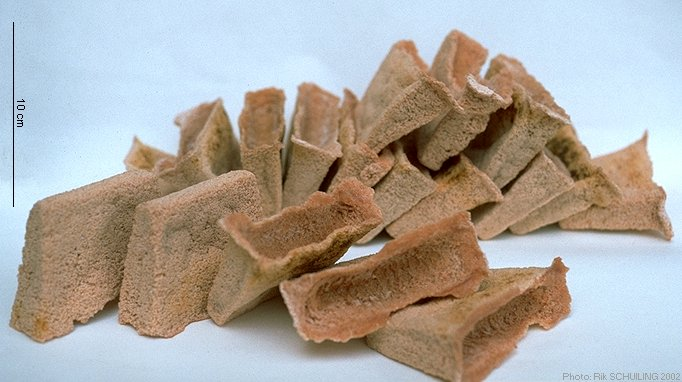
Sagu lempeng, harde, lang goedblijvende broodjes die men in de Molukken (Indonesië) van sagozetmeel maakt (2002)
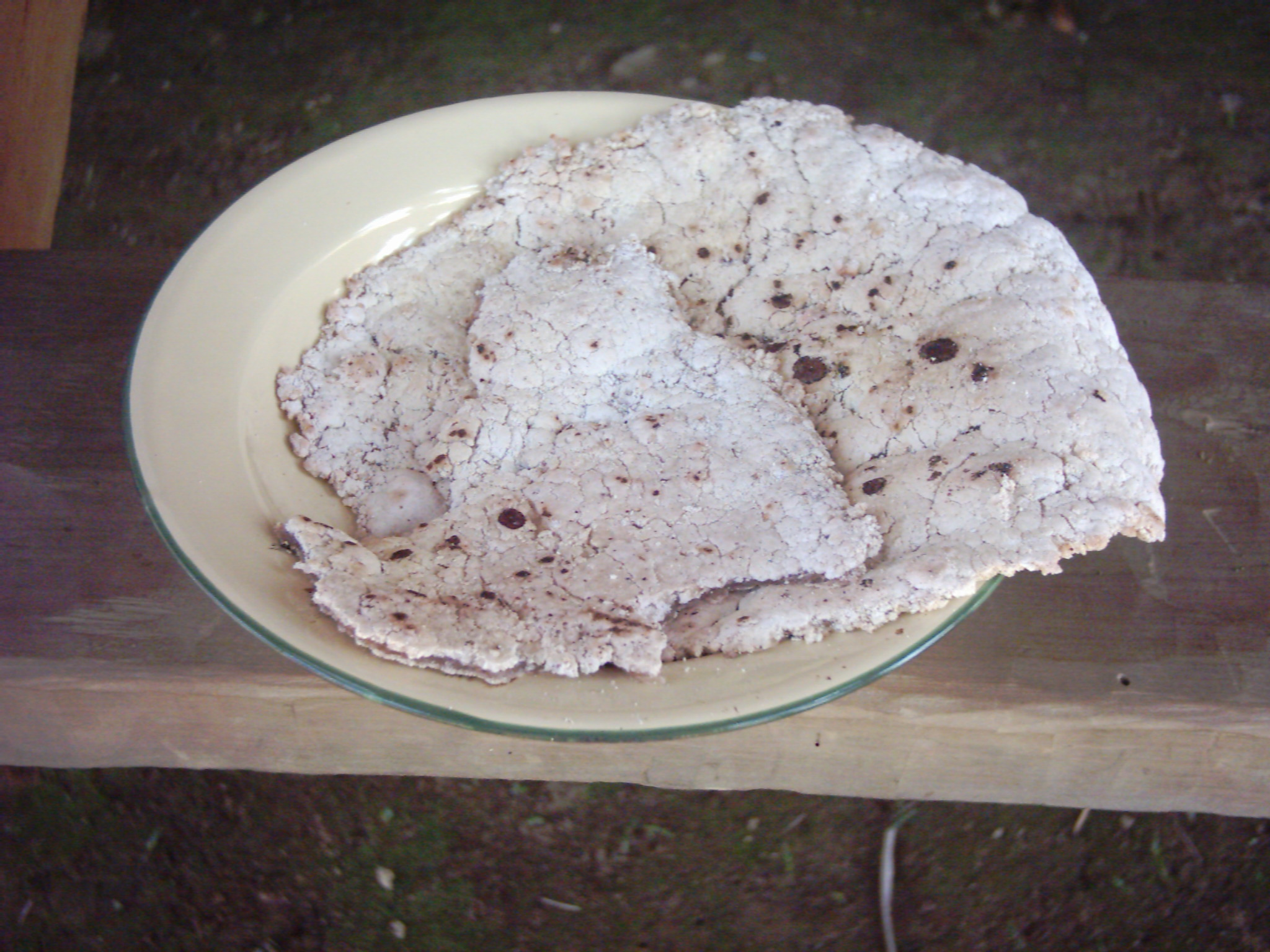
Pannenkoek gemaakt van water en zetmeel van de sagopalm